# Sarah Burke
Sarah Burke (3. september 1982 i Barrie, Ontario i Canada – 19. januar 2012 i Salt Lake City, Utah i USA) var en freestyle skiløber fra Canada, som voksede op i Midland, Ontario i Canada, og som var senere bosat i Whistler.
Burke deltog ved VM i freestyle ski i Ruka i Finland i 2005, hvor hun vandt en guldmedalje i halfpipe. Hun deltog også i Vinter X-Games, hvor hun i årene 2007, 2008, 2009 og 2011 vandt guldmedaljer i superpipe, og i 2005 og 2006 vandt sølvmedaljer i samme disciplin. Burke udnævntes til "Best Female Action Sports Athlete" af den amerikanske tv-kanal ESPN i 2007.
Sarah Burke var udsat for en skiulykke den 10. januar 2012 på en superpipe-bane i Park City, i nærheden af Salt Lake City i det vestlige USA. Hun døde senere på University of Utah Hospital som følge af skaderne. Hun blev 29 år gammel.